# Фризе, Вернер
Ве́рнер Фри́зе (нем. Werner Friese; 30 марта 1946, Дрезден — 28 сентября 2016, Дрезден) — восточногерманский футболист, игравший на позиции вратаря. По завершении игровой карьеры — немецкий футбольный тренер.
Известен по выступлениям за клуб «Локомотив» (Лейпциг). Участник чемпионата мира 1974 года в составе ГДР.

## Клубная карьера
Воспитанник клуба «Блау-Вайсс Чахвиц» из Дрездена. За эту команду он начал играть в возрасте двенадцати лет, прошёл все юниорские команды, а в 1964 году перешёл в другой местный клуб «Айнгайт», который в то время играл во второй лиге ГДР. Там он сначала простоял один сезон в воротах резервной команды, игравшей в чемпионате Дрездена.
В 1965 году Немецкая ассоциация гимнастики и спорта для развития футбола решила начать развитие самостоятельных футбольных клубов, поэтому все футбольные секции спортивных клубов, первые команды которых на тот момент не входили в состав Оберлиги ГДР (за исключением «Унион Берлина»), были распущены. Среди них оказалась и футбольная секция клуба «Айнгайт», на основе которой в январе 1966 года возник футбольный клуб «Локомотив» (Дрезден), куда и попал Фризе, выступая за новую команду до 1968 года во втором дивизионе ГДР.
Летом 1968 года Фризе перешёл в «Локомотив» (Лейпциг) из высшего дивизиона, где должен был заменить 31-летнего Петера Ноэрта в воротах. В первом сезоне 1968/1969 в Оберлиге ГДР Фризе сыграл 19 матчей, а команда заняла последнее 16 место и вылетела из высшего дивизиона. Так что ему пришлось провести ещё один год во втором дивизионе. Там команда заняла первое место и сразу вернулась в элиту, параллельно дойдя до финала кубка ГДР в качестве команды второго дивизиона. Фризе отыграл финальный матч, но команда не смогла обыграть «Форвертс» (Берлин) и уступила 2:4.
Позже Фризе с «Локомотивом» в 1973 году снова играл в финале национального кубка, проиграв на этот раз «Магдебургу» (2:3). И только с третьей попытки в 1976 году команде удалось завоевать трофей — в финале, в котором Фризе оставил свои ворота «сухими», был разбит «Форвертс» (Франкфурт) со счётом 3:0. В следующем году Фризе снова сыграл в финале кубка, но на этот раз снова неудачно, на этот раз потерпев поражение 2:3 от «Динамо» (Дрезден).
В 1974 году он вышел с командой в полуфинал Кубка УЕФА, где восточногерманская команда проиграла «Тоттенхэм Хотспур» (1:2, 0:2). По завершении сезона 1978/1979 Фризе покинул «Локомотив», освободив место для своего преемника Рене Мюллера. После этого Вернер недолго выступал за армейский спортивный клуб «Форвертс» (Коттбус), где он проходил службу резервистов ННА, а потом стал игроком клуба «Хеми» (Белен), игравшего во втором дивизионе. Будучи запасным вратарём, он редко выходил на поле, но помог команде выйти в высший дивизион, где сыграл ещё в трёх матчах сезона 1980/1981. По его завершении команда заняла последнее 14 место и вылетела из высшего дивизиона, а Фризе завершил свою игровую карьеру, за которую в общей сложности отыграл в 184 матчах первого и 130 вторых дивизионов ГДР.

## Карьера в сборной
После пяти игр за молодёжную сборную ГДР, Фризе в 1974 году был включён в заявку национальной сборной ГДР на чемпионат мира 1974 года в ФРГ, единственного чемпионата мира, в котором приняла участие команда ГДР. Однако, поскольку Фризе был лишь третьим вратарем команды после Юргена Кроя и Вольфганга Блохвица, он не сыграл ни одной минуты на этом турнире и никогда больше не вызывался в сборную. В 1976 году сыграл один матч за вторую сборную ГДР.

## Тренерская карьера
В 1986 году начал тренерскую карьеру и на протяжении следующих трёх лет возглавлял клуб третьего дивизиона ГДР «Локомотив» (Хальберштадт). После этого работал во Франкфурте-на-Майне с клубом «Франкфурт». С 1992 года Фризе перешёл на работу тренера вратарей, проработав в этой должности один год в «Айнтрахте», а с 1993 года на протяжении восьми лет был тренером вратарей клуба «Байер 04». В 2001 году он вернулся на один год в «Айнтрахт».
В начале 2004 года Фризе вошел в тренерский штаб своего соотечественника Бернда Шустера, став тренером вратарей в донецком «Шахтёре», впрочем уже в мае весь тренерский штаб был уволен из-за плохих результатов. После этого Фризе работал тренером вратарей в «Динамо» (Дрезден) в 2005—2006 годах.
Затем он вернулся к своей семье во Франкфурт-на-Майне, завершив таким образом тренерскую карьеру. Фризе умер 28 сентября 2016 года в возрасте 70 лет.

## Достижения
«Локомотив» Лейпциг
- Обладатель Кубка ГДР: 1976